# Караманово
Караманово (болг. Караманово) — село в Болгарии. Находится в Русенской области, входит в общину Ценово. Население составляет 938 человек.

## Политическая ситуация
В местном кметстве Караманово, в состав которого входит Караманово, должность кмета (старосты) исполняет Марин Иванов Анчев (Болгарская социалистическая партия (БСП)) по результатам выборов правления кметства.
Кмет (мэр) общины Ценово — Владимир Тодоров Калинов (коалиция партий: Союз свободной демократии (ССД), Земледельческий народный союз (ЗНС), Движение за права и свободы (ДПС)) по результатам выборов в правление общины.